# Giovedì nero

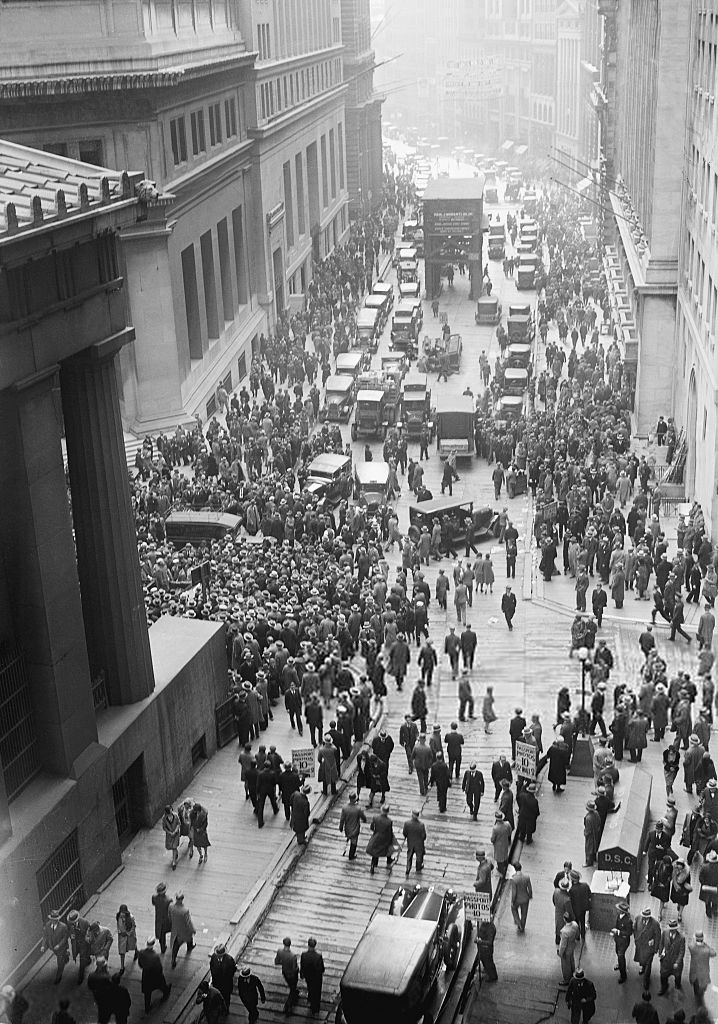
Folla di persone assiepate in Broad Street

Il giovedì nero (24 ottobre 1929) è il giorno in cui, dopo una serie di giornate negative del mercato, si profilò con chiarezza il più rovinoso crollo della borsa di Wall Street della storia. Dopo alcuni anni di boom l’indice della borsa di New York crollò, segnando un ribasso del 50% del valore dei titoli più significativi. Di lì a pochi giorni il crollo della borsa sarebbe diventato incontrollabile. 
Il giovedì è identificato come la prima delle giornate di contrattazione che definiscono il panico del 1929.

## Gli eventi
Lunedì 21 ottobre (dopo una cattiva seduta già il sabato precedente) era stato un giorno molto negativo. Quel giorno le vendite ammontarono a 6.091.879 seminando preoccupazione tra gli azionisti e gli stessi speculatori. Quel giorno Irving Fisher dichiarò a New York che la caduta aveva rappresentato "l'eliminazione del codazzo nevrotico", prevedendo che di lì in avanti la situazione sarebbe migliorata. Il giorno successivo Charles Mitchell, direttore della National City Bank, tra i massimi responsabili della speculazione selvaggia che aveva interessato gli ultimi anni, dichiarò che le condizioni del mercato erano "fondamentalmente sane" e invitava a guardare positivamente al futuro, auspicando che la situazione di tranquillità si sarebbe automaticamente ripristinata.
Mercoledì 23 fu un'altra giornata di nervosismo sul mercato. Quel giorno si vendettero circa 2.600.000 azioni, nell'ignoranza peraltro di moltissimi risparmiatori (così come era stato il lunedì), a causa del ritardo nella registrazione delle contrattazioni da parte del ticker (macchina che comunicava le quotazioni e le contrattazioni dei titoli e il loro volume). Alla fine della giornata aumentò vertiginosamente il numero delle richieste di aumento degli scarti di garanzia. Ai comuni investitori si richiedevano maggiori garanzie collaterali (come conseguenza della caduta del valore del titolo a riporto, che non costituiva più garanzia sufficiente a coprire il prestito con cui lo si era acquistato) e dunque, in definitiva, più soldi per la speculazione.
Giovedì fu il primo di una serie di giornate rovinose per il mercato azionario. Furono 12.894.650 le azioni che cambiarono di mano, a prezzi via via più bassi, gettando nella disperazione molti risparmiatori e investitori. La seduta era iniziata in modo tranquillo, ma i prezzi dopo qualche ora presero a scendere a perpendicolo e alle 11,00 si era diffuso un clima di paura, talché nessuno più comprava. Mezz'ora dopo il mercato era in preda alla psicosi, si verificarono vere e proprie vendite da panico (panic selling), negli ambienti dello Stock Exchange, sede della borsa valori, si respirava un'aria di profondo nervosismo, mentre già si diffondeva la voce che undici noti speculatori si fossero tolti la vita.
Al termine di una riunione negli uffici della J.P. Morgan & C. il 25 ottobre, in cui si erano riuniti tra i più importanti banchieri newyorkesi, Thomas W. Lamont, numero uno della Morgan, incontrando i giornalisti si mostrò rassicurante lasciando capire che i grandi banchieri sarebbero intervenuti per calmierare la discesa dei prezzi. Quel giorno Richard Whitney, incaricato della Morgan e futuro capo della borsa di New York, acquistò alcuni pacchetti di azioni all'ultimo prezzo di vendita per sollecitare ottimismo.
Dopo una lieve ripresa nel fine settimana, si giungerà così al martedì 29 ottobre, il giorno più rovinoso di tutta la storia dei mercati azionari. L'indice delle quotazioni crollò di ben 43 punti (quasi il 13% del valore del mercato). Da lì in poi la crisi continuò e in soli 4 anni gli USA persero metà della propria ricchezza e un aumento dei disoccupati che arrivò a 14 milioni (circa il 25% della forza lavoro). Anche l'Europa che dipendeva economicamente dagli Stati Uniti fu travolta dalla terribile crisi economica, con gravissime conseguenze sugli equilibri economici e politici del continente.